# Takuro Okuyama
Takuro Okuyama (født 27. oktober 1983) er en tidligere japansk fodboldspiller.
Han har spillet for flere forskellige klubber i sin karriere, herunder Thespa Kusatsu.